# Сторубель Федір Хомич
Фе́дір Хоми́ч Стору́бель (22 (10) листопада 1884, село Мануйлівка Новомосковського повіту Катеринославської губернії, нині у складі Дніпра — 24 жовтня 1938, Дніпропетровськ, нині м. Дніпро) — український громадський і політичний діяч на Катеринославщині.
Чільний член Селянської Спілки (1917). Член Української Центральної Ради від Катеринославської губернії. Депутат Катеринославщини на Всеросійські Установчі Збори (кінець листопада 1917). У 1918 році був отаманом Самарської паланки Вільного козацтва.

## Життєпис
За походженням із селян, працював в Нижньодніпровських майстернях. З 1905 член Партії есерів. Перебував під поліцейським наглядом. З 1909 керував «Просвітою» в селі Мануйлівка. У 1912 році взяв участь в «Січовий з'їзді» в Снятині, цією поїздкою катеринославська «Просвіта» нагородила його, як главу Мануйлівська відділення, за хорошу роботу. Поява в Галичині гостя-селянина з правобережної України було свого роду сенсацією. Про це писала вся галицька преса, Кирило Трильовський та інші керівники з'їзду фотографувалися з «гостем із Запоріжжя».
- У 1915 голова Катеринославської спілки споживчих товариств.
- 1917 — член Української партії соціалістів-революціонерів.
- 13 серпня 1917 на Другому губернському з'їзді Селянської спілки обраний головою з'їзду.[2]
- Повітовий комісар.
- Член Катеринославського губернського виконавчого комітету.
- Член Української Центральної Ради.
- З листопада 1917 року отаман вільного козацтва Новомосковського повіту, прихильник Петлюри.

В листопаді 1917 обраний до Всеросійських установчих зборів у Катеринославському виборчому окрузі за списком № 5 (від блоку Селянської спілки, Ради селянських депутатів, українських есерів, українських соціал-демократів).
В газетах було опубліковано повідомлення про його розстріл в Катеринославі в січні 1918 більшовиками. Але більшовик Петро Солонуха згадував, що коли його 1919 року заарештували і засудили до розстрілу петлюрівці, за дверима його камери з'явився Строрубель:" — Петро, ти тут? — Дізнаюся голос Сторубльов, — згадував Солонуха. Відчиняються двері, на порозі стоїть він: — Ти мене в 1917 врятував, коли ваші хотіли мене стратити. Тепер я рятую тебе. Іди і ховайся … ".
Після революції працював в кооперації. Був членом правління Катеринославського Союзу Споживчих товариств.
Знову був заарештований в 1927, але зміг звільнитися завдяки заступництву Петровського. За спогадами онука, Федір до революції переховував у себе Петровського. Пізніше жив у Полтаві, за протекцією Петровського отримав посаду заступника уповноваженого обласного заготторга по Полтавській області. Знову заарештований в березні 1938, у вересні за рішенням Військової колегії Верховного суду СРСР у Києві засуджений до смертної кари. Розстріляний.
Реабілітований у серпні 1960 року за ініціативою доньки.

## Сім'я
Перша дружина Катерина, загинула під час революції.
- Сини Олексій (1906—1963), Петро (1908—1965), Микола (інвалідність).

Друга дружина Варвара Миколаївна Попова (1896-?), директорка школи, одружені з 12 вересня 1922.
- Дочка Леся, після розстрілу Федора її удочерив дядько за материнською лінією Феоктист Миколайович Попов, проте її відрахували з медичного інституту. Працювала в пральні при лікарні.

## Вшанування пам'яті
- В Дніпрі існує вулиця Федора Сторубля.

## Електронні джерела
- Сторубель Федір Хомич